# Stanley Sadie
Stanley John Sadie, né le 30 octobre 1930 à Wembley et mort le 21 mars 2005 à Cossington, est un musicologue britannique, spécialiste de Mozart.

## Biographie
Sadie étudie à Cambridge où Charles Cudworth et Thurston Dart – ses maîtres – orientent ses recherches vers le XVIIIe siècle.
Après avoir enseigné, il se fait critique musical pour The Times entre 1964 et 1981 et rédacteur en chef du Musical Times (1967‑1987), il a aussi travaillé pour Financial Times après 1981. Il fut rédacteur en chef de la sixième édition de la Grove Dictionary of Music and Musicians (1980), agrandie à vingt volumes au lieu de neuf et encore élargie à vingt-neuf volumes en 2001, auquel il a participé mais refusant d'en être l'éditeur, jugeant le délai précipité.
Il fut président de la Royal Musical Association (1989-1994) et de l'International Musicological Society (1992-1997).
Il est décoré de l'Ordre de l'Empire britannique en 1982 et fait membre honoraire du Royal College of Music.
En 2001, grâce à son épouse, Julie Anne, et lui-même s'ouvre le « Handel House Museum ».
Il meurt des complications d'une sclérose latérale amyotrophique le 21 mars 2005.

## Écrits
- Beethoven (coll. « Great composers », T.Y. Crowell Co. 1967) (OCLC 255642)
- Handel concertos (coll. « BBC music guides » no 29, University of Washington Press, 1972) (OCLC 1059070)
- The New Grove Mozart [Grove] (coll. « Composer biography series » Norton 1983) (OCLC 10670525)
- (fr) Mozart (coll. « Domaine musical » Éditions du Rocher) (OCLC 53753330)
- The Cambridge music guide, éd. avec Alison Latham (Cambridge University Press, 1985) (OCLC 12509506)
- Mozart symphonies (coll. « BBC music guides », Ariel Music 1986) (OCLC 15433163)
- Stanley Sadie's music guide : an introduction (Prentice-Hall, 1986) (OCLC 12877400)
- Handel : tercentenary collection (coll. « Studies in musicology » no 99, Macmillan, 1987) (OCLC 16129206)
- Man & music, éd. (Macmillan, 1989) (OCLC 65065886)
- Performance practice [Grove] éd. avec Howard Mayer Brown (coll. « New Grove handbooks in music », W.W. Norton & Company, 1989) (OCLC 22380086)
- (fr) La Musique, une initiation (Bordas, 1990) (OCLC 34584356)
- History of opera [Grove] (Norton, 1990) (OCLC 22506237)
- Wolfgang Amadè Mozart : essays on his life and his music, éd. (Oxford University Press, 1996) (OCLC 31901524)
- Mozart and his operas, éd. (« New Grove composers series » Macmillan Reference, 2000) (OCLC 43619636)
- Puccini and his operas, éd. (« New Grove composers series » Macmillan Reference, 2000) (OCLC 43667132)
- Verdi and his operas, éd. avec Roger Parker (« New Grove composers series » Macmillan Reference, 2000) (OCLC 42972195)
- Wagner and his operas, éd. (« New Grove composers series » Macmillan Reference, 2000) (OCLC 42972271)
- The Billboard illustrated encyclopedia of opera, éd. avec Jane Bellingham (Billboard Books, 2004) (OCLC 56772035)
- Mozart : the early years, 1756-1781 (Norton, 2005) (OCLC 60796200)